# Wappen von Omaruru
Das Wappen von Omaruru ist das offizielle Stadtwappen der namibischen Gemeinde Omaruru.

## Beschreibung
Der blaue Schild mit zwei silbernen Wellenbalken und der eingebogenen goldene Spitze mit dem roten Franketurm zeigt im goldenen Schildhaupt ein blaues gemeines Kreuz, das rechts von einem blauen  Bogen mit eingelegten Pfeil und links von einem silbernen Skorpion begleitet wird.
Auf dem oberen Schildrand liegt ein weiß-blauer Crest der zwischen dem goldenen offenen Flug gekreuzt, schwarzen Hammer und Picke zeigt.
Unter den Wappenschild im silbernen Spruchband der Wahlspruch in schwarzen Majuskeln: „Geloof en moed“ (afrikaans für Glaube und Mut).